# Antony C. Sutton
Antony Cyril Sutton (London, 1925. február 14. – Reno, Nevada, 2002. június 17.) brit születésű amerikai közgazdász, történész és író.

## Életrajz
Sutton a következő egyetemeken tanult: London, Göttingen, California, valamint D.Sc. fokozatot szerzett az angliai Southampton Egyetemen. A California State University, Los Angeles közgazdaságtan professzora volt, és 1968-tól 1973-ig a kaliforniai Stanford Egyetem Hoover Intézetében dolgozott. Háromkötetes tanulmányt irt Western Technology and Soviet Economic Development (Nyugati technológiák és szovjet fejlesztések) címmel, azt állítva, hogy a nyugati országok nagy szerepet játszottak a Szovjetunió fejlődésében annak kezdetétől fogva. Rámutatott arra is, hogy a szovjet technikai és gyártóbázist – mely a kötet írásakor a vietkongokat támogatta – amerikai vállalatok építették amerikai adófizetők pénzén. Acél- és vasművek, a GAZ autógyár – egy Ford-kirendeltség Kelet-Oroszországban – és sok más szovjet ipari vállalkozás indult és működött USA-beli cégek segítségével. A Szovjetunió csak úgy tudott MIRV rakétatechnológiát bevetni és tömegesen gyártani, hogy amerikai forrásokat kapott többek között a nagy precizitású csapágyak előállításához.
1973-ban kötetének harmadik részéből egy tömörített változatot jelentetett meg National Suicide: Military Aid to the Soviet Union (A nemzet önmegsemmisítése: hadászati segély a Szovjetuniónak) címmel, melynek következményeként felmentették állásából a Hoover Intézetben. Kutatásaiban arra a következtetésre jutott, hogy a hidegháború konfliktusai nem a kommunizmus megfékezése miatt történnek, mivel az Egyesült Államok a Szovjetunió finanszírozásával „közvetlenül vagy közvetve mindkét oldalt felfegyverezte Koreában és Vietnamban”. Az ilyen háborúkat sokkal inkább azért szervezték, hogy „több milliárd dolláros hadi megrendelések keletkezzenek”. Ezt a publikációt The Best Enemy Money Can Buy (A legjobb ellenség, ami pénzért kapható) címmel felfrissítette, és a nyolcvanas évek haditechnológia-transzfereit is belefoglalta. Ebben foglalta össze kutatásának alapvető szempontjait. A függelékében az 1972-es vallomása is nyomtatásba került, amit a republikánusok egy bizottsága előtt tett. Az 1980-as évek elején könyvet írt a Skull and Bones (Koponya és csontok) társaságról nyilvánosan hozzáférhető információk és Charlotte Iserbyttől kapott dokumentumok alapján. (Utóbbi apja korábbi tagja volt e társaságnak.) Sutton feltárásai összefüggésben álltak e csoporttal, amely feltehetően fontos szerepet játszott a Sutton által kutatott történelmi események hátterében a politikai és gazdasági kapcsolatok szervezésében. Feltevéseinek címe: America's Secret Establishment: An Introduction to the Order of Skull and Bones (Amerika titkos társasága: a Koponya és Csontok bemutatása).

## Tanulmányai
D.Sc. fokozat, University of Southampton, England

## Munkahelyei
- Közgazdászprofesszor a California State University egyetemen, Los Angelesben.
- Kutatói munkatárs a Stanford University Hoover Intézetben 1968 és 1973 között

## Fordítás
- Ez a szócikk részben vagy egészben  az   Antony C. Sutton című angol Wikipédia-szócikk ezen változatának fordításán alapul.  Az eredeti cikk szerkesztőit annak laptörténete sorolja fel. Ez a jelzés csupán a megfogalmazás eredetét és a szerzői jogokat jelzi, nem szolgál a cikkben szereplő információk forrásmegjelöléseként.